# アンドラニク・オザニアン
アンドラニク・オザニアン(アルメニア語: Անդրանիկ Օզանյան, 1865年2月25日 - 1927年8月31日）は、アルメニア人の軍人、革命家にして最も著名なフェダーイー（アルメニア人ゲリラ）であり、アルメニア民族解放運動史上の重要人物である。単にアンドラニク将軍 (Զորավար Անդրանիկ) と呼ばれることが多い。
アンドラニクは1880年代後半からオスマン帝国政府およびクルド人のゲリラに対する闘争に積極的に参加するようになり、アルメニア革命連盟（ダシュナク党）の党員となって、他のフェダイとともにオスマン領東アナトリアのアルメニア人居住域（いわゆる西アルメニア）でアルメニア人農民の生活を防衛することに努めた。アンドラニクは1904年にオスマン帝国を去り、1907年にはダシュナク党が青年トルコ人と提携したことに反発して党を去った。
第一次バルカン戦争時には、1912年から翌年にかけてガレギン・ヌジュデとともにブルガリア軍内でアルメニア人義勇兵を率いてオスマン軍と戦った。第一次世界大戦が始まると、ロシア帝国陸軍内でもアルメニア人義勇兵の大隊を指揮してオスマン軍と戦ったが、1917年のロシア革命によってロシア軍が撤退すると、義勇兵は数で勝るオスマン軍の前に取り残された。アンドラニクはエルズルムを防衛しようと努めるも果たせず、1918年の5月にはオスマン軍はエレヴァンの付近まで迫った。これに際し、ダシュナク党が主導するアルメニア民族ソビエト (en) はアルメニア第一共和国の独立を宣言したが、オスマン帝国との間のバトゥム条約によって、第一共和国は多くのアルメニア人が独立させることを望んでいた西アルメニアに対する要求を放棄した。このため、その後のアンドラニクが第一共和国の存在を受け入れることは決してなかった。ザンゲズルの防衛のためにトルコ軍やアゼルバイジャン軍と戦った際も、アンドラニクは第一共和国政府からは独立して行動した。
1919年にアンドラニクはアルメニアを去り、後半生をヨーロッパやアメリカで過ごした。1922年からカリフォルニア州フレズノに定住し、1927年に死去した。彼はやがてアルメニアの国民的英雄として称賛されるようになり、数々の像やその名を冠した通り、広場なども造られ、楽曲や小説の中でも伝説的存在として扱われるようになった。

## 生涯

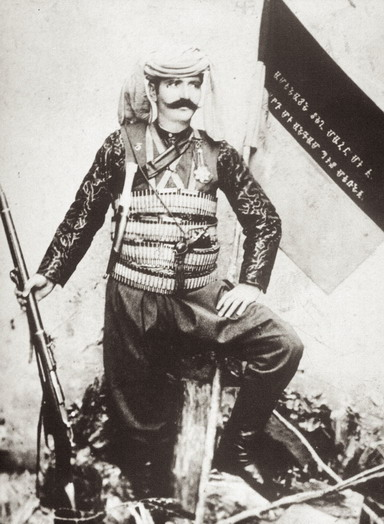
若き日のアンドラニク。背後に写る旗に書かれている文章は、作家のミカエル・ナルバンディアンによる詩「イタリアの少女の歌」«Իտալացի աղջկա երգը»からの一節（1918年にアルメニアの国歌に採用された）。

### 前半生
アンドラニク・オザニアンは1865年2月25日に、オスマン帝国シヴァス州シェビンカラヒサルで大工の家庭に生まれた。父方の祖父は18世紀初頭にトルコ人の迫害を逃れて近隣のオザン村からシェビンカラヒサルへ定住し、その故郷に因んで「オザニアン」の姓を名乗るようになった。アンドラニクはアルメニア語で「長子」を意味する名を与えられて育ったが、1歳の時に母を亡くし、以後は姉に育てられた。1875年から1882年まで地元の学校へ通い、その後は父親の仕事を手伝った。アンドラニクは17歳で結婚したが、翌年に妻は出産中に命を落とし、赤子も死亡した。
当時のオスマン帝国はアブデュルハミト2世の専制下で汎イスラーム主義が高まり、アルメニア人の立場は悪化していた。1882年にアンドラニクはアルメニア人を虐待していたトルコ人の憲兵に暴行を加え、逮捕された。しかし、友人たちの助けを借りて脱獄に成功した。アンドラニクは1884年から2年間、首都のイスタンブールで大工として働き、1888年からシヴァス州で民族運動にかかわり始める。1891年に社会主義団体の社会民主フンチャク党に加盟し、2月9日に反アルメニア感情で知られるイスタンブールの警察署長の暗殺計画に加担して1892年9月2日に二度目の逮捕を受けた。しかしアンドラニクは再び脱獄し、同年に結成されたばかりのアルメニア革命連盟（ダシュナク党）に加盟した。1894年からアルメニア人に対して行われたハミディイェ虐殺の際には、アンドラニクは他のフェダーイーと共同で、ムシュやサスーンにあるアルメニア人の村々を、トルコ人とクルド人のハミディイェによる攻撃から守った。

### フェダイの指導者へ
1897年、アンドラニクはロシア帝国内カフカースの中心都市であると同時に、アルメニア人の活動の中心地であり、ダシュナク党の本部も置かれていたチフリスに赴き、その地でフェダイに対する「広範な権限の委託と大幅な武力の供給」を得て西アルメニアへ戻った。この時、ロシアのアルメニア人数十人もアンドラニクに付き従ってムシュとサスーンに入っている。
当時の両地はフェダイのアグピュル・セロブ (en) の指揮下で半独立状態にあった
。セロブは1899年にクルド人の族長によって殺害されたが、この族長は数か月後にサスーンのタルヴォリク村 (en) で司祭、2人の若い男と25人の女子供のアルメニア人を殺した。アンドラニクは「好戦的なアルメニア人の半独立農民」が住むムシュとサスーンの38の村々でセロプの後任としてゲリラの指導者となり、この族長の暗殺を計画した。そして、族長を拉致し斬首することに成功したアンドラニクは、フェダイの間で揺るぎない名声を確立することとなった。

#### 聖使徒修道院の戦い

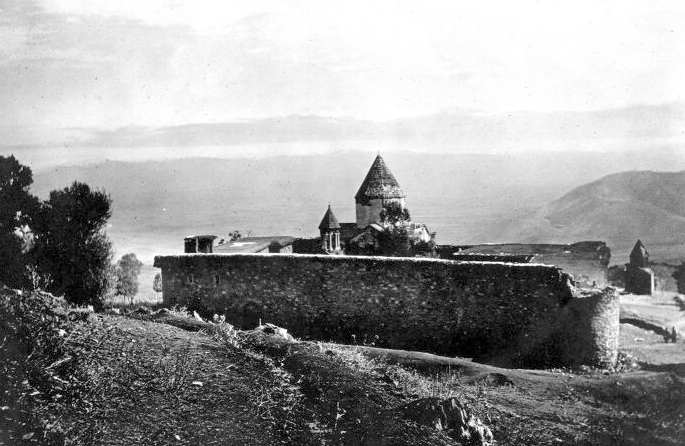
アンドラニクらが立て籠もった聖使徒修道院（1900年代）

1901年秋、ムシュ近郊の聖使徒修道院でオスマン軍とフェダイの間に衝突が発生した。この戦いでは、ムシュに影響力を持っていたアンドラニクを狙ってオスマン軍が5千人を超す兵士を送り込み、最終的に11月上旬にアンドラニクらおよそ50人のフェダイは要塞化された聖使徒修道院に立て籠もることとなった。
1200人の軍勢が修道院を包囲して投降を呼びかけるなか、アンドラニクらは小さなグループに分かれて修道院から脱出することに成功した。レフ・トロツキーによれば、アンドラニクらはオスマン軍将校の軍服を着て修道院を出て、包囲する兵士らに流暢なトルコ語で話しかけ、自分たちがいた場所を指し示しさえしたという。この出来事によってアルメニア人たちの間でアンドラニクの名声はまたも高まり、単に「アンドラニク」といえばオザニアン個人が指されるまでになった。しかし、アンドラニクの意図したところは、ムシュのアルメニア人農民の窮状を外国の領事らの目に留まらせ、弾圧される東アナトリアのアルメニア人に希望の光を灯すことだった。トロツキーによれば、アンドラニクの「政治的な考えは、カルボナリ的活動と外交的陰謀によって形成されていた」という。

#### サスーン蜂起
1903年、アンドラニクはオスマン政府に対して、アルメニア人への弾圧を停止し、政治改革を行うよう要求した。過去からその当時に至るまでフェダイが最も集中していたのは、伝統的にアルメニア人人口が圧倒的多数を占めるサスーンの山岳地帯およそ1万2千平方キロメートルの範囲だった。その地域では、現地のアルメニア人が「革命的混乱状態」を理由に過去7年間納税を拒否していた。同年秋、アンドラニクはフライル・ジョギク (en)、セボウ・ネルセシアン (en) ら数十人のフェダイとともにサスーンのゲリエグザン村 (Gelieguzan) で会議を開き、トルコ人とクルド人による襲撃からのアルメニア人村の防衛について話し合った。その席上でアンドラニクがタロンとヴァスプラカンのアルメニア人を糾合した広範囲な蜂起を示唆すると、対してフライルはアルメニア人ゲリラの不足を理由に、サスーンのみでの小規模な蜂起を提案した。最終的に会議ではフライルの提案が承認され、アンドラニクはその蜂起の主要指揮官に選任された。
主な衝突は1904年1月に、オスマン政府に支援されたクルド人ゲリラとの間に発生した。4月上旬からオスマン側が反撃を開始すると、百人から2百人のフェダイ及び7百人から千人の現地のアルメニア人に対して、1万人から2万人のオスマン兵及び約7千人のクルド人ゲリラが投入され、激戦の中でアンドラニクは生き残ったがフライルは死亡した。蜂起の2か月間で7千人から1万人のアルメニア人が虐殺され、9千人が家を失い、サスーン全体で約4千人が亡命を余儀なくされた。より小さな衝突はその後も発生したが、トロツキーはこれについて、当時の国際的な関心は日露戦争にあり、この蜂起は列強とロシアにほぼ無視されたとしている。

### 亡命と脱党
7月から8月頃にアンドラニクらフェダイはヴァン湖に達し、帆船でアクダマル島へ渡った。そして9月に「英雄的な記憶だけを残して」ヴァンを経由しペルシアへ逃れた。アンドラニクが西アルメニアを脱出した理由についてトロツキーは、さらなる虐殺を防ぎ、現地の緊張状態を緩和するためだったとしている。さらにペルシャからカフカースを経由してヨーロッパへ渡ったアンドラニクは、1906年にジュネーブで戦術論についての著作をダシュナク党の出版社から発表した。その著作の大半は、彼自身の活動とサスーン蜂起で使用された作戦についてで占められている。
1907年2月から3月にかけて、アンドラニクはダシュナク党第4回党大会に参加するためにウィーンへ赴いた。しかしこの時、1902年以来ヨーロッパのトルコ人政治団体と交流を持っていたダシュナク党は、その中でも青年トルコ人がアブデュルハミト2世の専制を打倒することを期待して、彼らと協力関係を結んだ。アンドラニクはこのダシュナク党の決定を強く非難して党を去った。翌年にダシュナク党はアンドラニクに対して、イスタンブールへ移ってオスマン帝国の議会選挙に立候補するよう求めた。この時アンドラニクはその要請を拒否しているが、彼はすでに数年前から政治と軍事に積極的に関与することはやめていた。

### 第一次バルカン戦争
同年からアンドラニクはブルガリアのソフィアへ移り、定住するようになった。その地でボリス・サラフォフなどの内部マケドニア革命組織の指導者たちに出会ったアンドラニクは、彼らとともに虐げられたアルメニア人とマケドニア人のために再び闘うことを誓い合う。その後第一次バルカン戦争が始まると、アンドラニクはブルガリア軍内で230人のアルメニア人義勇兵から成る中隊を指揮してオスマン軍と戦った。この義勇軍は、アレクサンダル・プロトゲロフ率いるマケドニア＝アドリアノープル義勇軍 (bg) の一部を構成していた。また、アンドラニクはダシュナク党のガレギン・ヌジュデとも指揮下の部隊を共有していた。その一方で、オスマン軍の側に付いてバルカン同盟側と戦ったアルメニア人兵士も約8千人いた。
その後、アンドラニクはメルハムリの戦い (en) を含めたいくつかの戦闘で名を上げ、ブルガリア政府によって中尉の位を与えられた。1913年にはプロトゲロフ将軍から勇敢勲章も授与されたが、ブルガリアとセルビアとの間の戦争（第二次バルカン戦争）を予期したアンドラニクは同年5月に部隊を解散し、翌年8月までヴァルナ近くの村で農民として暮らした。

### 第一次世界大戦
1914年7月に第一次世界大戦が勃発すると、アンドラニクはブルガリアを離れてロシアへ渡った。ロシア政府はアンドラニクを第1アルメニア人義勇大隊の司令官に任命し、アンドラニクは同年11月から翌年8月にかけて約1200人のアルメニア人義勇兵を率いてカフカース戦線を積極的に戦った。彼の大隊はとりわけディルマンの戦い(en)で名を上げ、この戦闘でトヴマス・ナザルベキアン指揮下のロシア人とアルメニア人の軍団が勝利したことは、オスマン軍のアーザルバーイジャーン経由でのカフカース侵入を食い止めることに貢献した。
しかし、同時期のオスマン帝国内ではアルメニア人虐殺がまさに進行中だった。大戦終結までにオスマン領内のアルメニア人は大部分が追放を強いられ、多くが虐殺されたが、その残虐行為に対する抵抗がヴァンで行われた（ヴァン攻囲戦）。立ち退きを強制するオスマン軍が都市を包囲した後も、アラム・マヌキアン率いる現地のアルメニア人は立て籠もりを続け、アンドラニクの義勇軍がヴァンに到着する1915年5月19日まで持ちこたえた。その後もアンドラニクはヴァン湖南岸のシャタク、バフチェサライ、タトヴァンを占拠することでロシア軍を支えた。夏の間に一度崩壊した義勇軍もチフリスで立て直し、同年11月から翌年3月まで戦闘は続けられた。このアンドラニクの働きにより、1916年2月にムシュはロシア軍によって占領された。ロシア軍中将フョードル・チェルノズボフ (ru) は、自軍の勝利はアルメニア人義勇軍の働きによるところが大きいとし、アンドラニクを状況判断力に長けた優秀で経験豊富な指揮官であると称賛した。
だが、同年夏にロシア軍がアルメニア高原を制圧すると、もはやアルメニア人の兵力は必要とされなくなり、状況は変わった。ロシア政府がアルメニア人義勇兵を除隊させ、アルメニア人の市民生活まで禁止するに至って、アンドラニクは第1アルメニア人義勇大隊の司令官を辞任した。その他のアルメニア人義勇兵もやがてロシアの政策に失望し、同年7月に彼らも前線を去った。

#### ロシア革命とオスマンとの再戦

1918年のカフカース戦線

1917年の二月革命は、ニコライ2世の専制を打ち破ったものとして多くのアルメニア人に歓迎された。やがて南カフカースにはロシア臨時政府によってザカフカース特別委員会（オザコム）が設置された。同年4月、アンドラニクはチフリスでオスマン領内のアルメニア人に向けた無党派の新聞『アルメニア』«Հայաստան» の発行を開始している（ヴァハン・トトヴェンツはこの新聞の編集者だった）。12月までアンドラニクはオスマンからのアルメニア人難民に基礎的な支援を施そうと南カフカースへ留まった。この時期にはおよそ15万人のアルメニア人が荒廃した西アルメニアを復興させようと臨時政府の保護の下オスマンへ戻ったが、やがてロシア軍が瓦解するとその多くはロシアへ舞い戻った。
ほどなく十月革命が勃発すると、オスマンからのロシア軍の退却に伴う混乱は激しさを増した。臨時政府から権力を奪取したボリシェヴィキは12月5日にオスマン帝国とエルズィンジャン停戦協定を結び、オスマン＝ロシア間の戦闘は集結した。ボリシェヴィキのソビエト・ロシアは1918年1月にオスマンにおけるアルメニア人の自決権を認めていたが、その一方で同年3月3日に中央同盟国と調印したブレスト＝リトフスク条約によって、国境地帯である西アルメニアをオスマンに割譲してもいる。
この条約によって西アルメニアのみならず東欧各地がロシアから離れてゆくなか、南カフカースのロシア軍はザカフカース委員部の下でアルメニア軍の形成を承認し、およそ2万人の兵士で編成されたアルメニア軍部隊はナザルベキアン将軍の指揮下でヴァンからエルズィンジャンまでの前線に展開した。3師団あるこの部隊のうち、2つの師団はロシアのアルメニア人によって編成されていたが、残る1師団は西アルメニア出身者によって編成されており、これを指揮したのがアンドラニクであった。1917年12月以来、アンドラニクはエルズルムで軍を指揮していたが、翌年の1月に彼はカフカース前線司令部によって西アルメニア師団の司令官に任命され、少将の地位を与えられた。
しかし、この地域にはエルズィンジャンから黒海にかけてグルジア軍も展開していたが、かつてロシアの常備軍がこの3百マイルの前線を5百万人の兵で防衛していたのに比べ、当時前線に展開していた兵力は数千人に過ぎなかった。数で勝るオスマン軍を前にアンドラニクらは敗れ去り、3月12日、エルズルムはオスマン軍によって占領された。アンドラニクらはカルスへ、アレクサンドロポリへ、ヴォロンツォフカへ、ジャラログリへ、ドセフへと撤退に撤退を重ね、4月にはオスマン軍は大戦前の国境まで到達した。5月18日にはアンドラニクの部隊はドセフまで後退していたが、その時にはすでにサルダラパートやアバラン、カカキリサで繰り広げられていた激戦の数々に参加する術すらなかった。

### アルメニア第一共和国

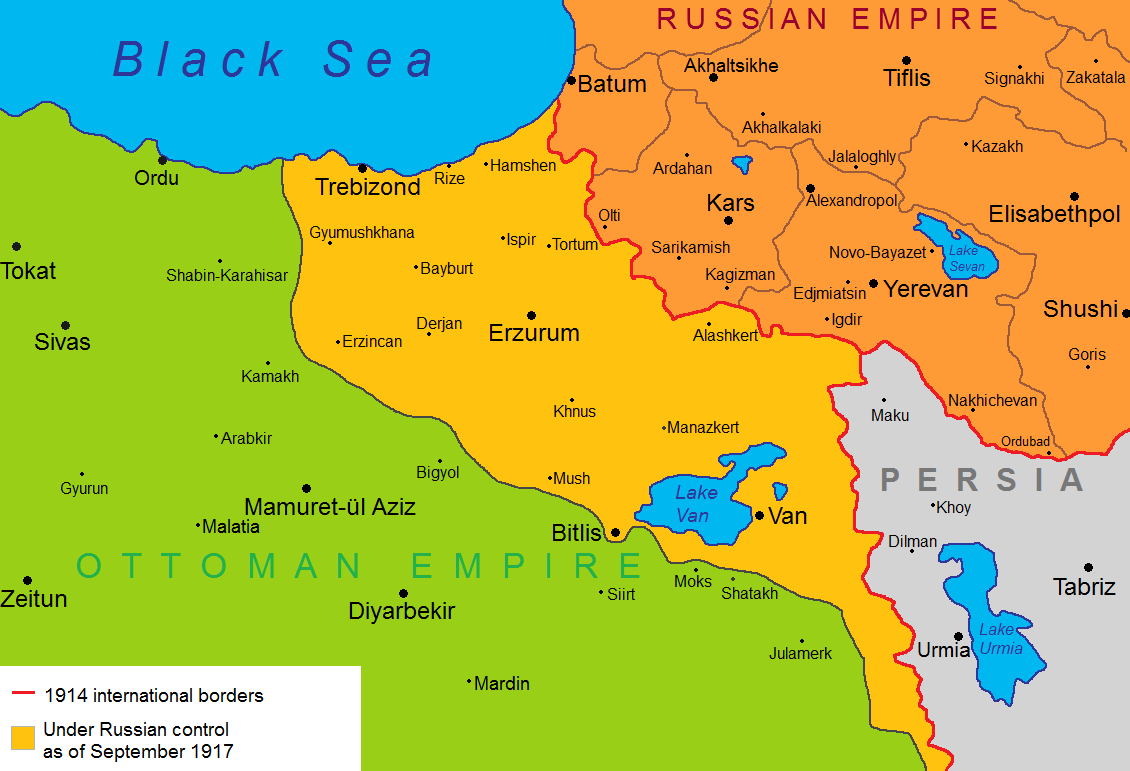
アンドラニクがあくまで譲らなかった「西アルメニア」

サルダラパートの戦いでのアルメニア軍の善戦によりオスマン軍が足止めされているのを好機と見てとり、アルメニア民族ソビエト(en)はロシア領内であった部分のアルメニアの独立を宣言し、ここにアルメニア第一共和国が成立した。しかし、アンドラニクは民族ソビエトがオスマンとの間に結んだバトゥミ条約によって、西アルメニアに対する要求を放棄したことを「アルメニア人が40年間求め続けた西アルメニア以外の部分など、ただ埃っぽい地方に過ぎない」として激しく非難し、民族ソビエトを主導していたダシュナク党に対しても強い反感を抱くようになった。
アンドラニクはペルシア北部に駐留するイギリス軍に合流しようと試みたが、オスマンの大軍と遭遇したためにナヒチェヴァンへの後退を余儀なくされた。やがてアンドラニクはダシュナク党への反発からボリシェヴィキとの連携を模索するようになり、6月14日にはナヒチェヴァンがソビエト・ロシアの「不可分な要素」であるとも宣言した。アンドラニクのこの動きはボリシェヴィキのステパン・シャウミャンやウラジーミル・レーニンに歓迎された。

#### ザンゲズル
ナヒチェヴァンへと進撃するオスマン軍から逃れるため、アンドラニクとその部隊はザンゲズルの山岳地帯へと移った。当時のザンゲズルではアルメニア人とアゼルバイジャン人の対立が高まりつつあり、アンドラニクの部隊は地域内を結ぶ主要な道をムスリムに抑えられ、彼らに囲まれた状態でザンゲズルに拠点を形成した。この時、アンドラニクの部隊はムスリムの村を破壊してザンゲズルを民族的に均質化しようとしたとの主張がある。オスマン軍のハリル・パシャはアンドラニクの行為について報復を行うと第一共和国政府を恫喝したが、第一共和国首相のホヴハンネス・カチャズヌニは、アンドラニクの部隊は我々の手を離れていると回答した。その一方で、アンドラニクは残虐行為を働かず、むしろ彼らはイスラム教徒からの虐殺の危機にあったのだとする主張もある。

#### カラバフ
10月13日、連合国に敗れたオスマン帝国はムドロス休戦協定に調印し、第一次世界大戦は終わりを告げた。11月にオスマン軍はカラバフから撤退し、対するアンドラニクは拠点をザンゲズルからカラバフへ移し、現地のアルメニア人に、アゼリー人との戦いの際に自分たちを支援するよう了解をとった。そして同月中旬、アンドラニクの部隊はカラバフの中心都市であるシュシャへ進軍し、クルド人との激しい戦いの末にラチン周辺の村々を攻略した。
12月上旬、部隊がシュシャまで40キロメートルの地点まで迫ったとき、当時バクーに駐屯していたイギリス軍のW. M. トムソン (en) 将軍からアンドラニクにメッセージが届き、アンドラニクはカラバフから撤退することを提案された。「もう大戦は終わりました。アルメニアのこれ以上の軍事行動は、ヨーロッパで開かれる講和会議で間もなく検討されるアルメニア問題の解決にとって、悪影響となりましょう」との頼りに対しアンドラニクは、以降のすべての事柄はパリ講和会議の席上で検討されるというイギリス側の言葉を信じ、ザンゲズルへと引き返した。
アンドラニクはカラバフ会議 (en) の影響下にある僅かな領域を残してカラバフから撤退し、12月にトムソン指揮下のイギリス軍がカラバフへ入った。トムソンはカラバフ会議に対し、地元の非政治的な問題に関してのみ活動するよう命じたので、トムソンはアルメニア人から不興を買った。しかしトムソンはすぐさま「あらゆる不平を押し潰す」ために「熱狂的汎テュルク主義者」であるホスロフ＝ベイ・スルタノフ (ru) をカラバフとザンゲズルの知事に任命し、アゼリー人との衝突による流血を恐れたアルメニア人は最終的に、アゼルバイジャン人側がカラバフを暫定的に統治することに同意した。

### 再びの亡命

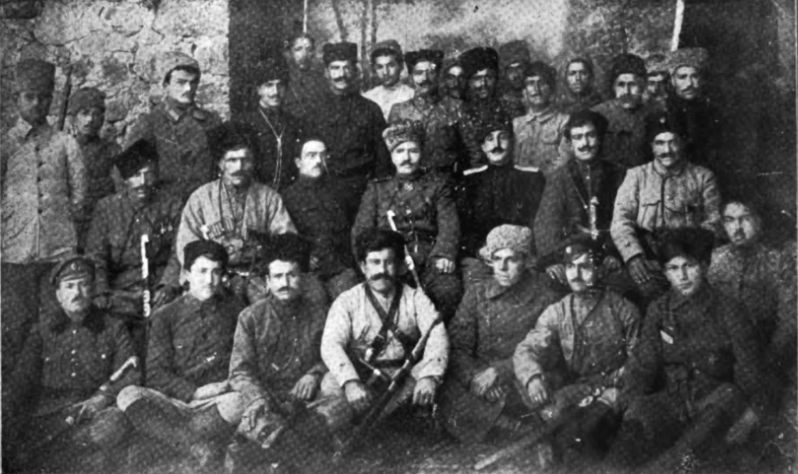
ザンゲズルのアンドラニクたち（1918年）

1918年から翌年にかけての冬、ザンゲズルは雪によってカラバフとエレヴァンから隔離された。難民たちは飢餓と伝染病に苛まれ、インフレーションに翻弄された。1918年12月にアンドラニクの部隊はザンゲズルからゴリスへ撤退を試みたが、その途上でイギリス軍の将校に説得されてザンゲズルへ戻った。12月23日、ザンゲズルのアルメニア人たちは会議を開き、春まで人々の統制を保つことは不可能であるとの結論に達した。そして、緊張状態を緩和する第一の方法は、オスマン軍にナヒチェヴァンを追われた1万5千人を超える難民に対する補償であるということに合意した。アンドラニクを含めた会議のメンバーはイギリスに対して援助を呼びかけ、バクーのアルメニア人(en)からも寄付が集まったが、それも難民たちを養うのに充分な額ではなかった。
1919年2月にはアンドラニクはザンゲズルを離れる用意が出来ていた。イギリス軍の将校はバクー＝チフリス鉄道のイェヴラフ駅から出発することを勧めたが、アンドラニクはその提案を拒否し、3月22日にアンドラニクは千人程度のゲリラ部隊を連れてゴリスを発った。彼らはシシアンを通ってダララキャズへとアララト平野の深い雪溜りを進み、3週間の行軍の末にアララトの鉄道駅へと辿り着いた。そこでアンドラニクと出会った第一共和国の軍務大臣補佐のドラスタマット・カナヤンと内務大臣補佐のサルキス・マナシアン (Սարգիս Մանասյան) は、アンドラニクをエレヴァンへ招待すると申し出た。しかしアンドラニクはこれを拒否した。アンドラニクにとってダシュナク党政府は、アルメニア人を裏切り、その故郷の土地と人々を消し去った元凶に他ならなかった。
アンドラニクが去って以降のザンゲズルは以前に増してアゼルバイジャンの脅威に脆弱になり、早々にエレヴァンからの支援を要請した。
4月13日、アンドラニクはアルメニア人の信仰の中心地であるエチミアジンで、全アルメニアのカトリコスであるゲヴォルク5世(fr)の同席するなか「解散式」を行った。かつて5千人がいた彼の強力な部隊は今や1350人に減っていた。アンドラニクは自身とダシュナク党との不和、そしてカフカースのイギリス軍による外交政策の結果として、その部隊を解散させ、装備品と武装をゲヴォルク5世へと引き渡した。
同月27日、エチミアジンを離れたアンドラニクは、15人の将校を伴って特別列車でチフリスまで向かった。その日、途中のすべての駅々にはこの英雄を一目見ようと人々が詰めかけた。チフリスでアンドラニクはグルジア民主共和国の外務大臣エヴゲニー・ゲゲチコリとグルジア・アルメニア戦争や作家ホヴハンネス・トゥマニャンの翻訳について対談し、そしてバトゥミを経由してブルガリアへ脱出した。この日を最後にアンドラニクがアルメニアの地を踏むことは生涯なかった。

### 後半生

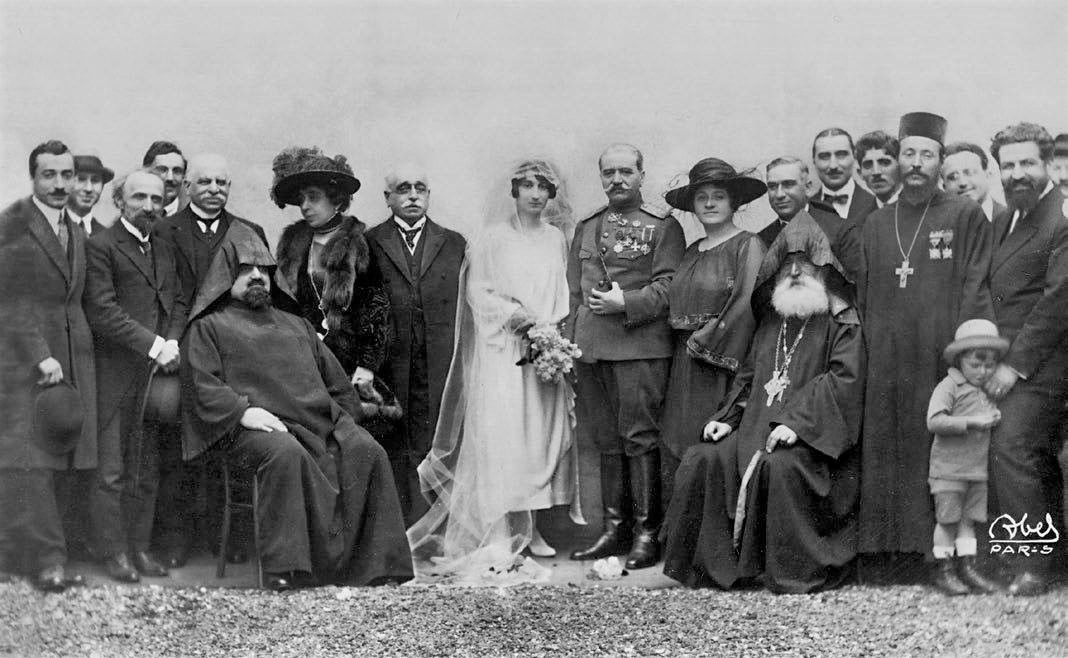
結婚式の様子（パリ、1922年）

1919年から1922年にかけて、アンドラニクはアルメニア人難民に対する支援を訴えながらヨーロッパとアメリカを渡り歩いた。西アルメニアを連合国に占領してもらうためにロンドンとパリを訪問までし、1919年にはフランス大統領レイモン・ポアンカレにレジオンドヌール勲章を授与された。同年後半にアンドラニクはアルメニアへの資金援助を訴えるための代表団を率いてアメリカへ渡った。この際に彼はダシュナク党を離れていたカチャズヌニとも共同し、フレズノでは難民救済のために50万ドルを調達するキャンペーンを行った。
アンドラニクはヨーロッパへ戻ると、1922年5月15日にパリでアルメニア慈善協会のボゴス・ヌバルを花婿介添人として結婚した。その後オザニアン夫妻は渡米し、カリフォルニア州フレズノに定住した。自身もアルメニア系である作家のウィリアム・サローヤンは1936年に「アルメニアのアントラニク」(Antranik of Armenia)と題した短編を書いたが、その中でアンドラニクの到着は次のように描写されている。

### 死

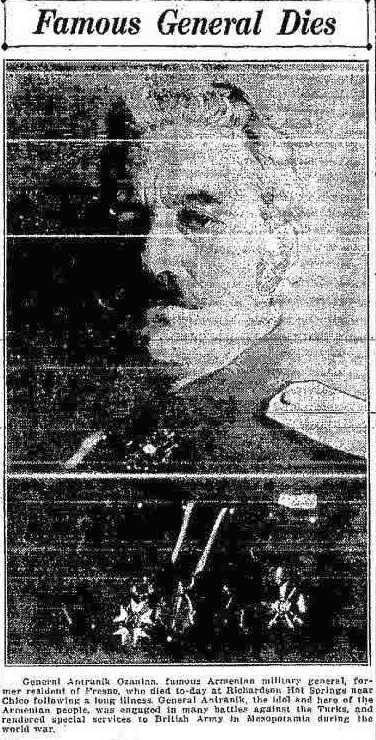
アンドラニクの死を伝える「フレズノ・ビー」

1926年2月、アンドラニクは健康を取り戻そうとサンフランシスコへ移り住んだが、それは果たせなかった。ビュート郡の記録にある死亡証明書によれば、アンドラニクは1927年8月31日に同郡のリチャードソン・スプリングス (en) で狭心症のため死亡した。葬儀は市民の注目を集めるなか、フレズノのアララト墓地 (en) で執り行われた。『ニューヨーク・タイムズ』では、2500人を超えるアルメニア人がミッドタウンのカーネギー・ホールへ集まったと報じられた。
アンドラニクの遺体はアルメニアに埋葬される予定だったが、ソ連当局が入国を拒否したため、遺体はアララト墓地へ埋葬された。その後、遺体は1928年1月29日にパリのペール・ラシェーズ墓地に改葬された。2000年の初頭にアルメニアとフランスの両政府はパリからエレヴァンにアンドラニクの遺体を移送した。これは数か月前に議会銃撃事件によって殺害されたアルメニア共和国首相ヴァズゲン・サルキシャンの発案だったとダシュナク党の機関紙は報じた。
2月17日にエレヴァンへ運ばれた遺体は、2日間カレン・デミルチャン・コンプレックスに置かれた後、エチミアジン大聖堂でカトリコスのガレギン2世によって葬礼が執り行われ、同月20日にエレヴァンのエラブルル軍人墓地で、サルキシャンの隣に埋葬された。改葬式典でのスピーチにおいてロベルト・コチャリャン大統領は、アンドラニクを「アルメニア民族最大の息子の一人」と讃え (s:hy)、その墓碑には «Զորավար Հայոց»（アルメニア人の将軍）と刻まれた。

## 遺産

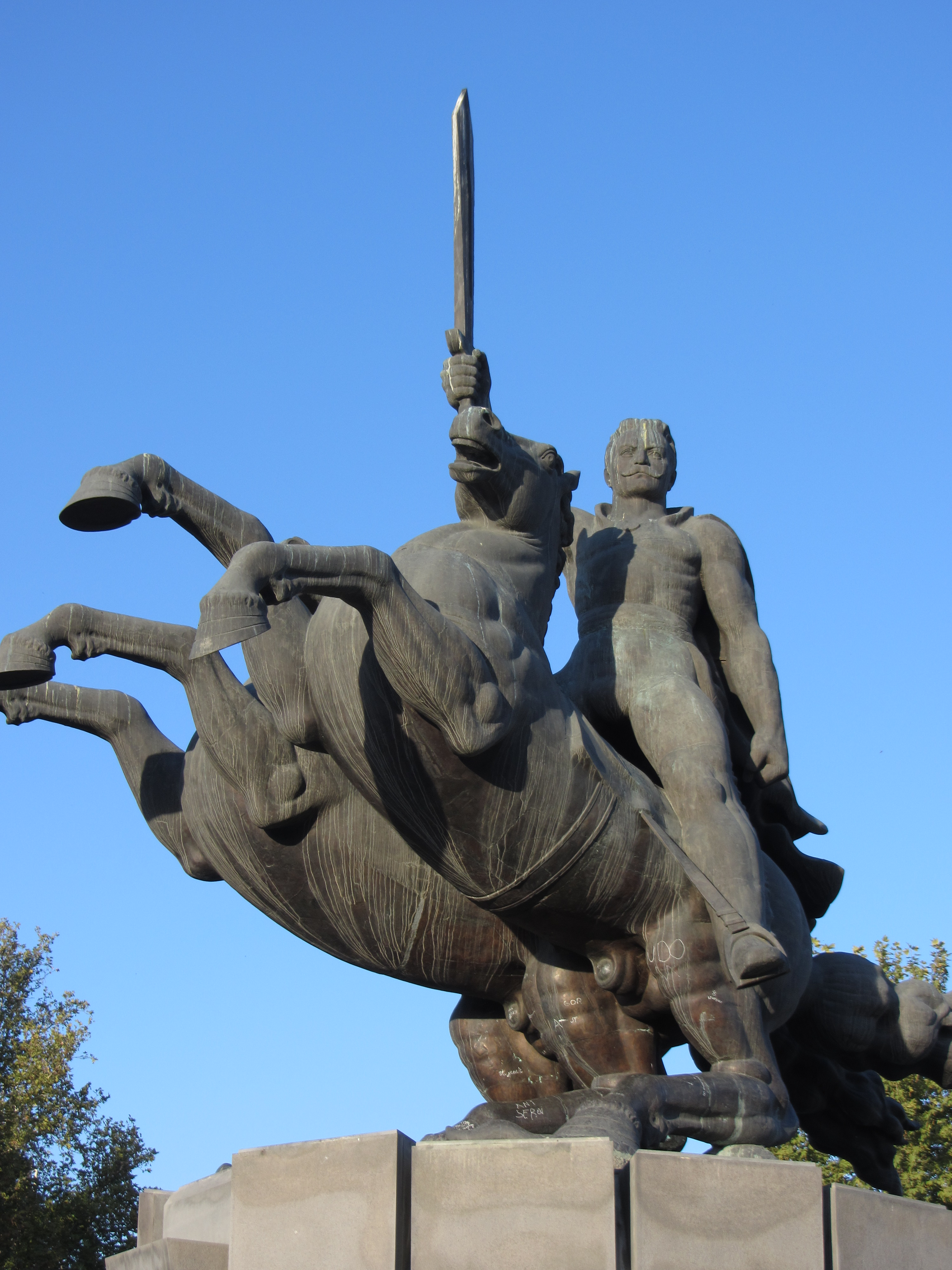
エレヴァンのアンドラニク像

アンドラニクは存命中からすでに英雄となっていた。当時最も影響力があったアメリカの新聞の一つ『リテラリー・ダイジェスト』(en) は1920年にアンドラニクを「アルメニアのロビン・フッド、ガリバルディ、ワシントン」として紹介している。同年には『インデペンデント』が「彼はそのトルコ人に対する英雄的な防衛戦によって、同胞から崇められている」と書いた。作家のホヴハンネス・トゥマニアンはアンドラニクを讃える手紙を送り、ボリシェヴィキのアナスタス・ミコヤンも回想録で彼に言及し「アンドラニクの名前は誉れ高い後光で取り巻かれていた」とした。
アンドラニクは広くアルメニア人世界で英雄と見なされており、アルメニア文化の中でもそのように描かれる。ギャラップ、国際共和主義研究所とアルメニア社会学研究所が2006年から2008年にかけて行った「アルメニア史もしくは民族文化の中で、現時点でアルメニアの英雄、リーダーに最適だと思うアルメニア人の人物またはキャラクターは？」との質問に、対象者の9パーセントから18パーセントがヴァズゲン・サルキシャンに次いでアンドラニクの名を挙げた。しかし、「第一共和国のために本当に役に立つことを何もせず国を離れた」「最も著名なゲリラであっても最も重要なゲリラではない」などの批判もまた存在する。
アンドラニクは明らかに親露、親ソ派と見なされていたが、民族運動への警戒心から、スターリン批判以前のソ連でアンドラについて言及がなされることは少なかった。ソビエト・アルメニアの作家であるパルイル・セヴァクはアンドラニクの遺文を読み、「アンドラニクについて何も知らないということは、アルメニアの現代史を何も知らないということだ」と嘆いた。その2年後の1965年、ソビエト・アルメニアでアンドラニク生誕百周年を記念する祝賀が行われ、1967年にはウジャンの村にアルメニアで初めてアンドラニクの像が設置された。
アンドラニクの像は、アルメニアのみならず世界各地に設置されており、2011年5月にはロシアのソチ近郊にある村にもアンドラニク像が設置された。しかし、像を撤去しなければオリンピックをボイコットするとトルコが抗議を行い、その像は即日撤去された。アンドラニクの名を冠した地名や施設も、エレヴァン地下鉄の「アンドラニク将軍駅」(fr) やコネチカット州の国道314号線 (en) の一部など世界各地に存在する。

### 文化

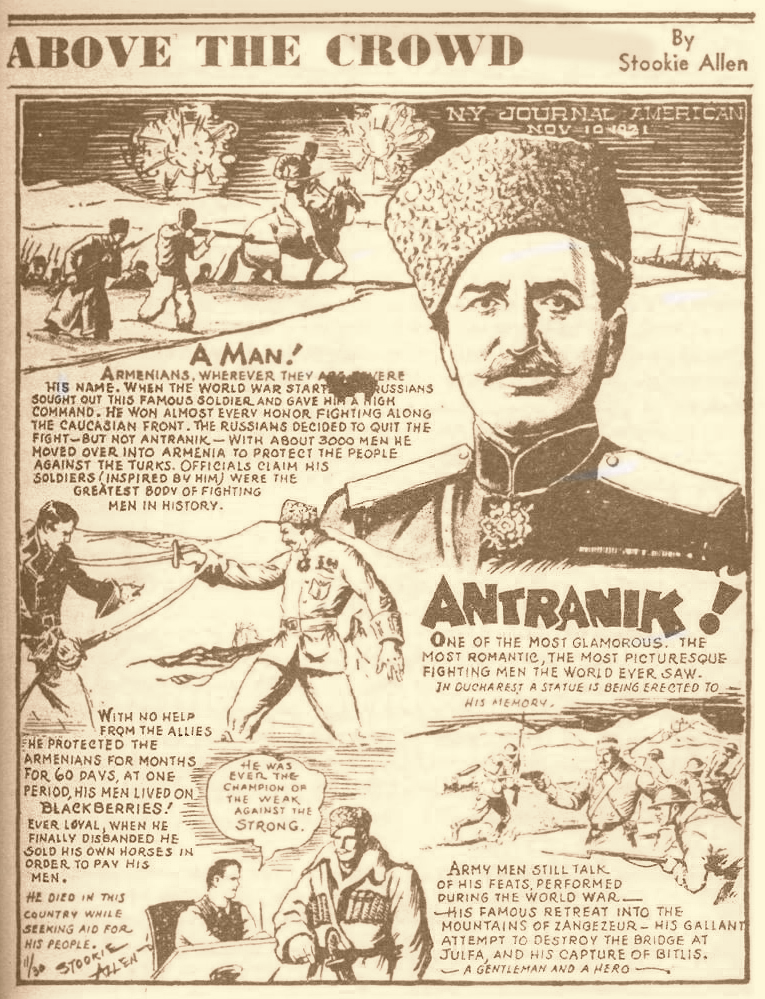
アンドラニクの活躍を伝えるアメリカのコミック（1921年11月）

アンドラニクは、文学や音楽の世界でも題材とされ続け、トロツキーも1913年にアンドラニクを評して「歌と伝説の英雄」と述べている。また、多くのグサン（アルメニアの吟遊詩人）もアンドラニクを題材に曲を作った。
アンドラニクを題材とする文学作品
- «Անդրանիկ»（アンドラニク） - シアマントの詩（1903年）
- «Զոր. Անդրանիկ և իր պատերազմները»（アンドラニク将軍と彼の戦争） - ヴァハン・トトヴェンツの著作（1920年）[110]
- Antranik of Armenia（アルメニアのアントラニク） - ウィリアム・サローヤンの短編（1936年）[124]
- «Սպիտակ Ձիավորը»（白い騎手） - ハマステグ (hy) の小説（1952年）[125][126]
- «Արձան Անդրանիկին»（アンドラニクの像） - ホヴハンネス・シラス（アルメニア語版）の詩（1967年）[127]
- «Անդրանիկ»（アンドラニク） - セロ・ハンザディアン (en) の小説（1989年に発禁解除）[128][129]

## 褒章

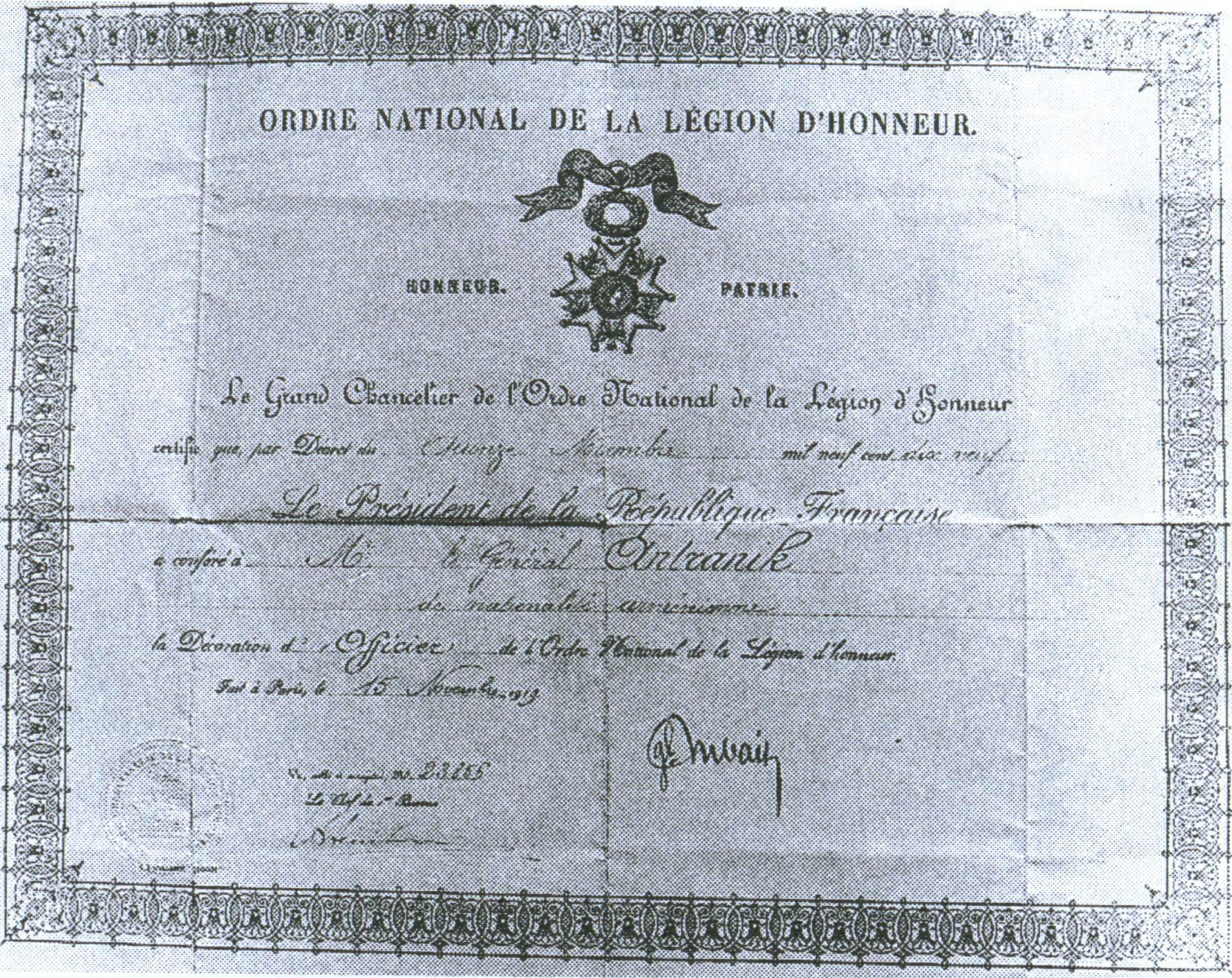
アンドラニクへのレジオンドヌール勲章

アンドラニクは4か国から勲章を授与されている。その勲章は、2006年に彼の軍刀とともにアルメニア歴史博物館に収蔵された。
| 国             | 内容 | 内容                   | 内容             | 授与年    | 出典            |
| -------------- | ---- | ---------------------- | ---------------- | --------- | --------------- |
| ブルガリア王国 |      | 勇敢勲章               | 四位             | 1913年    | [ 48 ] [ 133 ]  |
| ロシア帝国     |      | 聖スタニスラフ勲章(ru) | 二等             | 1914-16年 | [ 134 ]         |
| ロシア帝国     |      | 聖ウラジーミル勲章     | 四等             | 1914-16年 | [ 135 ] [ 134 ] |
| ロシア帝国     |      | 聖ゲオルギー十字勲章   | 一等、二等、三等 | 1914-16年 | [ 47 ]          |
| ロシア帝国     |      | 聖ゲオルギー勲章       | 二等、三等、四等 | 1914-16年 | [ 136 ]         |
| フランス       |      | レジオンドヌール勲章   | オフィシエ       | 1919年    | [ 82 ]          |
| ギリシャ王国   |      | 戦争十字勲章           | 二等             | 1920年    | [ 137 ] [ 138 ] |

## 著作
- «Մարտական հրահանգներ: Առաջարկներ, նկատողութիւններ եւ խորհուրդներ»（戦闘指揮―提案、所見、推薦） - ジュネーブ：アルメニア革命連盟出版、1906年[38]。
- «Հայկական առանձին հարուածող զօրամասը»（アルメニア特別抵抗師団） - ボストン：Azg、1921年[139]。
- «Զորավար Անդրանիկը կը խոսի»（アンドラニク将軍語る） - パリ：Abaka weekly、1921年。
- «Առաքելոց վանքին կռիւը (Հայ յեղափոխութենէն դրուագ մը)»（アラケロツの戦い（アルメニア革命のとあるエピソード）） - ボストン：バイカル (en)、1924年[140]。